# Kopeć (herb szlachecki)
Kopeć – polski herb szlachecki, używany przez rodzinę osiadłą na Śląsku, odmiana herbu Leliwa.

## Opis herbu
Juliusz Karol Ostrowski podstawową odmianę (nazwaną przez niego Kopeć I) blazonuje następująco:
W polu błękitnym między rogami srebrnego półksiężyca – sześciopromienna gwiazda srebrna. Nad hełmem w koronie gwiazda. Labry błękitne podbite srebrem.
Podaje on także dwa inne warianty tego herbu (używane przez tę samą rodzinę), nazwane przez niego odpowiednio Kopeć II i Kopeć III.
Kopeć II:
W polu błękitnym między rogami srebrnego półksiężyca – pięciopromienna gwiazda srebrna, dwoma dolnymi promieniami zachodząca na krawędź środkową półksiężyca.  Nad hełmem w koronie pięciopromienna gwiazda.
Kopeć III:
W polu czerwonym między rogami złotego półksiężyca – sześciopromienna gwiazda złota.  Nad hełmem w koronie trzy pióra strusie: złote między czerwonymi. Labry czerwone podbite złotem.

## Najwcześniejsze wzmianki
Podług Ostrowskiego odmiana przysługiwała rodzinie Kopeć polskiego pochodzenia na Śląsku.

## Herbowni
Herb ten, jako herb własny przysługiwał jednej rodzinie herbownych:
Kopeć (Kopec, Koppet).